# Adolf Friedrich von Langermann
Adolf Friedrich von Langermann (* 7. Januar 1694/1695 auf Groß-Diesen in Mecklenburg; † 6. März 1757 in Insterburg) war ein preußischer Generalmajor, Chef des Dragonerregiments „Stosch“, Ritter des Ordens Pour le Mérite sowie Erbherr auf Dombrowken, Rasenau und Rosochen.

## Leben

### Herkunft
Adolf Friedrich war der Sohn von Kaspar Friedrich von Langermann (1660–1721) und dessen Ehefrau Elisabeth Katharina, geborene von Erlencamp (1672–1723). Sein Vater war preußischer Oberst im Kürassierregiment „von Schlippenbach“ und Herr auf Bollewick.

### Militärkarriere
Langermann wurde 1711 als Estandartenjunker im Kürassierregiment „Pannewitz“ angestellt. Am 25. Mai 1714 wurde er Kornett und nahm während des Pommernfeldzuges an der Belagerung von Stralsund teil. Am 20. September 1718 wurde er Lieutenant und am 15. Juni 1725 Stabsrittmeister. Am 5. August 1725 wurde er Rittmeister und Eskadronchef und am 30. Juni 1729 in das Kürassierregiment „Markgraf Albrecht“ versetzt. Im Jahr 1736 stieg er zum Major auf und im November 1741 kam er als Oberstleutnant zum Dragonerregiment „Nassau“. Mit seinem Regiment nahm Langermann während des Feldzuges 1744/45 an der Belagerung von Prag und an der Schlacht bei Hohenfriedberg teil. Für seine Leistungen dort erhielt er vom König den Orden Pour le Mérite.
Am 20. Juli 1745 wurde er Oberst und am 6. Dezember 1750 Generalmajor. Am 24. Dezember 1751 wurde er Chef des Dragonerregiments „Stosch“. Krankheitsbedingt dimittierte er am 5. März 1757 und verstarb einen Tag später.

### Familie
Langermann war zweimal verheiratet. 1735 ehelichte er Anna von Wulfen zu Grabow (1713–1736), mit der er folgende Kinder hatte:
- Eleonora (* 1735; † nach 1784)
 ⚭ Otto H. von Tresckow († 1757)
 ⚭ Otto H. von Boye(n) († 1780)
 ⚭ Gottlieb L. Böddener
- Wilhelm (* 1736)

Seine zweite Frau wurde am 2. Januar 1739 Christiane Juliane von Rieben (1719–1786), Tochter des Oberstleutnants Hans Christoph von Rieben († 1742) und der Barbara Sophie von Arnim (1691–1772). Das Paar hatte folgende Kinder:
- Anna Sophie Charlotte (1740–1793)
: ⚭ 8. August 1766 Friedrich Wilhelm Graf von Dönhoff (1723–1774), preußischer Major – Eltern der Sophie von Dönhoff
: ⚭ 27. Dezember 1775 Jonas Graf zu Eulenburg (1732–1792)
- Friedrich Leopold (1741–1752)
- Ludwig Christoph (1742–1797), preußischer Premierleutnant; am 3. Juli 1776 erhielt er den Namen Freiherr von Langermann und Erlencamp ⚭ 19. November 1779 Dorothea Elisabeth Henriette von Flotow aus dem Hause Altenhof (1762–1824), Tochter des preußischen Leutnants und Gutsbesitzers auf Altenhof, Joachim Ludwig von Flotow (1725–1762) und dessen Frau Christiane Margarete, geborene von Lücken (1730–1794)
- Adolph Friedrich (1744–1807), preußischer Premierleutnant; am 3. Juli 1776 erhielt er den Namen Freiherr von Langermann und Erlencamp
- Elisabeth Christian Juliane (1747–1758)
- Hans Christoph (1749–1751)
- Hans Christoph (1755–1756)

Die Wappenführung für Ludwig Christoph mit Freiherr von Langermann und Erlencamp erfolgte 1794.